# بتر آپ
«بَتر آپ» (انگلیسی: Batter Up) ترانه‌ای از گروه هیپ هاپ آمریکایی St. Lunatics به همراه نلی است. این ترانه به تهیه‌کنندگی استیو ویلز است و نخستین بار در آلبوم انفرادی نلی در سال ۲۰۰۰ به نام Country Grammar ارائه شد. این ترانه بعداً در آلبوم گروه به نام Free City (۲۰۰۱) به عنوان یک آهنگ هدیه قرار گرفت. یک نسخه ریمیکس از ترانه «بَتر آپ» در آلبوم سال ۲۰۰۳ نلی به نام Da Derrty Versions: The Reinvention منتشر شد.

## جدول‌ها
| جدول (۲۰۰۱–۲۰۰۲)                                    | بهترین جایگاه |
| --------------------------------------------------- | ------------- |
| استرالیا (ای‌آرآی‌ای)                                 | ۱۹            |
| استرالین اربان (ای‌آرآی‌ای)                           | ۵             |
| بلژیک (اولتراتیپ فلاندرز)                           | ۸             |
| اروپا (یوروپ چارت)                                  | ۹۴            |
| آلمان (جدول‌های رسمی آلمان)                          | ۷۹            |
| ایرلند (ایرما)                                      | ۳۰            |
| هلند (۴۰ آهنگ برتر)                                 | ۳۷            |
| هلند (۱۰۰ تک‌آهنگ برتر)                              | ۳۱            |
| اسکاتلند (اوسی‌سی)                                   | ۳۷            |
| سوئیس (شوایزر هیت‌پاراد)                             | ۷۵            |
| تک‌آهنگ‌های بریتانیا (اوسی‌سی)                         | ۲۸            |
| موسیقی رقص بریتانیا (اوسی‌سی)                        | ۱۲            |
| آراندبی/هیپ هاپ بریتانیا (اوسی‌سی)                   | ۴             |
| ترانه‌های داغ آراندبی/هیپ-هاپ ایالات متحده (بیلبورد) | ۷۶            |
| ریتمیک ایالات متحده (بیلبورد)                       | ۳۱            |

| جدول (۲۰۰۲)         | جایگاه |
| ------------------- | ------ |
| استرالیا (ای‌آرآی‌ای) | ۷۸     |